# Шлеф
Шлеф (на арабски: الشلف) е град и община в Северозападен Алжир. Градът е административен център на област Шлеф.

## География
Разположен е на 200 километра западно от столицата град Алжир край най-дългата река Шлеф в Алжир, чието име носи.
Населението на градската агломерация е 155 134 жители, а на общината е 178 616 души (преброяване, 14.04.2008).

## Имена
През 1962 г. градът е преименуван на Ал-Аснам, а през 1980 г. – отново на Шлеф.

## Други
Известен е с футболния си отбор АСО Шлеф и своя университет „Хасиба Бен Буали“.